# (2181) Fogelin
(2181) Fogelin est un astéroïde de la ceinture principale découvert le 2 décembre 1942 par l'astronome allemand Karl Wilhelm Reinmuth. Le lieu de découverte est Heidelberg (024).